# Alfonso de Portago
Don Alfonso Antonio Vicente Eduardo Ángel Blas Francisco de Borja Cabeza de Vaca y Leighton, od roku 1942 11. markýz de Portago a 13. hrabě z Mejorady (11. října 1928 – 12. května 1957), známější jako Alfonso de Portago, byl španělský aristokrat, automobilový závodník, bobista, žokej a pilot.

## Život
Alfonso de Portago se narodil v Londýně v prominentní španělské rodině. Byl pojmenován po svém kmotrovi, králi Alfonsu XIII. Jeho dědeček, 9. markýz de Portago, byl primátorem Madridu, jeho otec byl prezidentem exkluzivního soukromého klubu Puerta de Hierro. Jeho matka Olga Leightonová byla zdravotní sestra, původem Irka.
Vzdělání získal v Biarritzu ve Francii. V roce 1949 se oženil s o několik let starší bývalou modelkou Američankou Carroll McDanielovou. Společně měli dceru Andreu a syna Anthonyho (1954–1990). V Mexiku se oženil znovu s modelkou Dorian Leighovou, s níž měl v roce 1955 syna Kima. Toto manželství bylo pochopitelně neplatné a k připravovanému rozvodu s první manželkou již nedošlo.
V 17 letech vyhrál sázku o 500 amerických dolarů, když s vypůjčeným letadlem podletěl londýnský Tower Bridge. Dvakrát se jako amatérský jezdec zúčastnil Velké národní v Liverpoolu a se svými bratranci vytvořil první španělský tým bobistů, který na zimních olympijských hrách v roce 1956 skončil na 4. místě. Od bronzové medaile je dělilo 0,14 sekundy. V roce 1957 získal bronzovou medaili na dvoubobu na mistrovství světa ve Svatém Mořici.
Se sportovními vozy začal závodit v roce 1953 poté, co se setkal s dovozcem Ferrari v USA Luigim Chinettim, který ho požádal, aby byl jeho spolujezdcem v závodě Carrera Panamericana. V roce 1954 se v modelu Ferrari Sport zúčastnil závodu 1000 km Buenos Aires. Celkem vyhrál šest závodů, mimo jiné automobilové Tour de France, Grand Prix v Portu a dvakrát Guvernérův pohár v Nassau. Proslul odvážnou až riskantní jízdou a jeho kariéru provázely četné havárie a poruchy (často spálené brzdy).
Ve formuli 1 debutoval v roce 1956 v GP Francie s vozem Ferrari, ale závod pro poruchu převodovky nedokončil. Hned v dalším závodě, GP Velké Británie, dojel druhý, i když ho na posledních 30 kol za volantem vystřídal domácí Peter Collins. V dalších dvou závodech sezony do cíle nedojel a se ziskem 3 bodů obsadil v celkovém hodnocení mistrovství světa 17. místo. V roce 1957 startoval v úvodním závodě, GP Argentiny, a dojel na 5. místě, když tentokrát za volantem na druhou polovinu závodu vystřídal domácího Gonzalese. Celkem absolvoval 5 velkých cen a získal 4 body.
12. května 1957 havaroval při závodě Mille Miglia v rychlosti asi 240 km/h (cca 150 mil za hodinu) na přímém úseku silnice mezi Cerlongem a Guidizzolem, asi 70 km od Brescie, počátečního a cílového bodu závodu. V té chvíli jel se svým Ferrari 335 S na třetím místě. Pravděpodobnou příčinou havárie byla prasklá pneumatika. Jeho vůz byl katapultován mezi diváky stojící u silnice. Při nehodě zahynul jak de Portago, tak jeho spolujezdec Edmund Nelson a s nimi i 9 diváků. Tato nehoda znamenala také konec slavného závodu, pořádaného na otevřených silnicích. Na místě nehody je památník jejím obětem.
De Portagovo jméno nese jedna ze zatáček na okruhu v Jaramě a také jedna ze zatáček na bobové dráze ve Svatém Mořici.

## Zajímavosti
De Portagův životní příběh posloužil jako předloha pro knihu Nebe nezná vyvolených Ericha M. Remarqua.